# Gervais Atta
 (juillet 2022).
Gervais Atta, né le 28 juin 1974 à Tanda en Côte d'Ivoire est un banquier ivoirien. Il est le Directeur Général de la Banque pour l’Industrie et le Commerce des Comores (BIC Comores). 

## Biographie
Originaire du centre-est de la Côte d'Ivoire, il est le fils ainé d'une fratrie de 7 enfants. Il est issu d’un père abron et d’une mère koulango. 

### Formation
Apres l’obtention du brevet de technicien supérieur (BTS) en gestion commerciale au sein du groupe INSTEC,  Il obtient son diplôme d’ingénierie commerciale en Management et Marketing au groupe AGITEL. Il intègre ensuite l’UFR des sciences économiques de l’université de Bouaké (CERAP ex INADES) d’où il ressort avec un DESS, en éthique économique et développement durable. Poursuivant sa formation, il obtient ensuite son diplôme d’Etudes Supérieur en Banque à l’institut des Techniques Bancaires (ITB) du CFPB Paris Nanterre (Centre de formation de la profession bancaire). Titulaire d’un certificat en management général de l'Université de Georgetown Washington DC, mais aussi d’un master en économie et gestion, option administration des entreprises à l’Université Paris 1 Panthéon Sorbonne. Gervais Atta est également certifié en management et finances, et titulaire de MBA des écoles IAE Paris-Sorbonne, et de l’Institut français de gestion Paris (IFG). 

### Carrière
Il débute en 2000 chez Canal+ Horizons comme commercial. Après un passage dans l’industrie pharmaceutique chez Brystol Squibb UPSA, Gervais Atta fait son entrée dans le monde de la finance en tant que directeur d’agence au sein de la société ivoirienne de banque (SIB), en  2007. 3 ans après, il est promu au poste de responsable du Réseau agences nouvelles/Abidjan Nord-Sud et province au sein du groupe Attijariwafa qui gère la SIB. Il intègre plus tard la banque atlantique en tant que directeur du développement commercial et à la fois directeur général par intérim chez Atlantique assurance vie.  il dépose ensuite ses valises  à la Banque nationale de l'industrie de Madagascar (BNI) au poste de directeur de développement commercial, communication et du marketing. Il y reste 2 années avant de prendre la tête de la direction générale de la banque de développement des Comores (BDC), poste qu’il occupe durant deux années. À la BDC, Gervais Atta apporte des innovations qui révolutionnent l’environnement bancaire dans le pays notamment avec le lancement de Holo première banque digital. En août 2020, il devient le directeur général de la banque pour l’industrie et le commerce des Comores (BIC-COMORES) et directeur de AFG Assur.

### Prix et distinctions
En 2020, il est élu « National digital champions » par la structure « 50 digital champions » qui soutient et encourage l’innovation technologique. Il lui est aussi décerné le « Prix Sommets » du forum Top Managers.

### Engagement social
En 2017, il est désigné parrain de la première édition du « Young job network »  initiative de lutte contre le chômage, d’insertion socio professionnelle en Côte d'Ivoire.